# Kladirostratus
Kladirostratus är ett släkte ormar i familjen Psammophiidae.
De ingående arterna listades tidigare i släktet Psammophylax. Släktet Kladirostratus etablerades på grund av morfologiska skillnader mellan de ingående arterna och de andra arterna av släktet Psammophylax. Båda släkten är systertaxon.
Exemplaren har ett brett huvud. Förutom de stora huggtänderna finns flera små tänder. Kroppen är täckt av mjuka fjäll utan köl. Släktets arter jagar små ödlor, groddjur och gnagare. Honor lägger 10 till 15 ägg per tillfälle. Det giftiga bettet anses vara mindre farlig för människor. Arterna förekommer i centrala och västra Afrika och lever i savanner samt skogar.
Arter enligt The Reptile Database:
- Kladirostratus acutus
- Kladirostratus togoensis

IUCN listar båda arter som livskraftiga (LC).